# Петар Вујовић
Петар Вујовић (Љуботиња, 1810—Љуботиња, 12. јануар 1891) био је црногорски војвода и сенатор. Учесник је многих битака против Турака у 19. веку, а након задобијене ране због које више није могао да се бори, обављао је важне административне и судске послове у Црној Гори.

## Биографија
Године 1835. за време Петра II Петровића Његоша постао је љуботињски племенски капетан, након тога војвода а затим и сенатор. За време Кнеза Данила био је сенатор и судио је црнгорцима строго, али правично. Од својих младих година учествовао је у многим биткама, године 1845. учествовао је у боју на Кастратским Вировима. Затим, учествовао је и у боју на Крњацима 1862. године, а раније и у боју на Граховцу. У нападу Омер-паше 1862. године на Црну Гору, војвода Петар је на Расиној Главици био тешко рањен у десну ногу. Када се опоравио, вршио је своје сенаторске дужности, али је и касније често обољевао од задобијене ране и користио штап при ходању.
И Кнез Данило и Кнез Никола су му поверавали битне државне послове, због којих је доста путовао по Црној Гори. 
За време српско-турског рата 1876-1878. године, није био у могућности да се бори, већ му је била поверена администрација над целом Црном Гором. Управљао је тајином, џебаном, амбулантом, дочекивао је и смештао рањенике у болнице.
Војвода Петар био је одликован свим црногорским одредима - од последњег до првог степена. Имао је и много ордена страних држава, али му је највеће одликовање било то што је био венчани кум Кнеза Николе и Кнегиње Милене.
У дубокој старости стављен је у пензију 1881. године. Након тога живео је у месту свога рођења, где је изненада преминуо 12. јануара 1891. године и где је сахрањен наредног дана у породичној гробници.

## Рефернце
1. 1 2 3 4 5 6 7  Ур. Гавриловић, Андра (1904). Знаменити Срби XIX века III том. Загреб: Наклада и штампа Српске штампарије. стр. 38.